# Abraham Leuthner
Abraham Leuthner von Grundt, né en 1639 à Wildstein près de Pilsen et mort le 12 janvier 1701 à Prague, est un architecte allemand de royaume de Bohême, maître du style baroque.

## Biographie
Leuthner est nommé bourgeois du quartier de Nové Město à Prague en 1665. Il est disciple de Carlo Lurago et de Francesco Caratti, architectes du palais Černín de Prague. C'est l'un des premiers architectes baroques non italiens de Bohême. Il a pour élèves les cinq frères Dientzenhofer, Georg, Wolfgang, Leonhard, Christoph et Johann.
Son chef-d'œuvre est l'abbaye de Waldsassen en Bavière dont les plans sont dessinés en 1681-1682. Il travaille plus en Bohême occidentale à partir de 1690, construit notamment la citadelle d'Eger, puis est nommé architecte impérial du royaume de Bohême.

## Œuvre
On peut distinguer parmi ses œuvres :
- Collaboration au palais Czernin de Prague
- Château et petit château de plaisance de Schlakenwerth (aujourd'hui Ostrov)
- Mairie d'Elbogen, aujourd'hui Loket
- Église et couvent dominicain d'Egra
- Abbaye de Waldsassen
- Église des Théatins de Munich

## Source
- (de) Cet article est partiellement ou en totalité issu de l’article de Wikipédia en allemand intitulé « Abraham Leuthner » (voir la liste des auteurs).